# Cruriraja durbanensis
Cruriraja durbanensis és una espècie de peix de la família dels raids i de l'ordre dels raïformes.

## Morfologia
- Els mascles poden assolir 23 cm de longitud total i les femelles 31.[5][6]

## Reproducció
És ovípar.

## Hàbitat
És un peix marí i d'aigües profundes que viu fins als 859 m de fondària.

## Distribució geogràfica
Es troba a l'oceà Atlàntic sud-oriental: davant les costes de Port Nolloth (Sud-àfrica).

## Observacions
És inofensiu per als humans.